# Druhý Mních
Druhý Mnich (polsky Zadni Mnich) je pohraniční skalní věž v hlavním hřebeni Vysokých Tater. Kdysi byl dost populární, dnes je navzdory svým elegantním liniím méně známý, protože ho není vidět z turistických stezek a od horolezců vyžaduje dlouhý nástup přes Temnosmrečinsků dolinu.
Název zavedl Gyula Komarnicki, připomínal mu postavu v kapuci a První Mnich je ten na polské straně.

## Topografie
Od Čubriny jej odděluje štrbina pod Druhým Mníchom, od Temnosmrečinské věže na východě Piargová štrbina. Jižní stěna má 80 metrů a spadá do Piargovej dolinky v závěru Temnosmrečinskej doliny, na sever 90metrová stěna se třemi pilíři do Doliny za Mnichem.

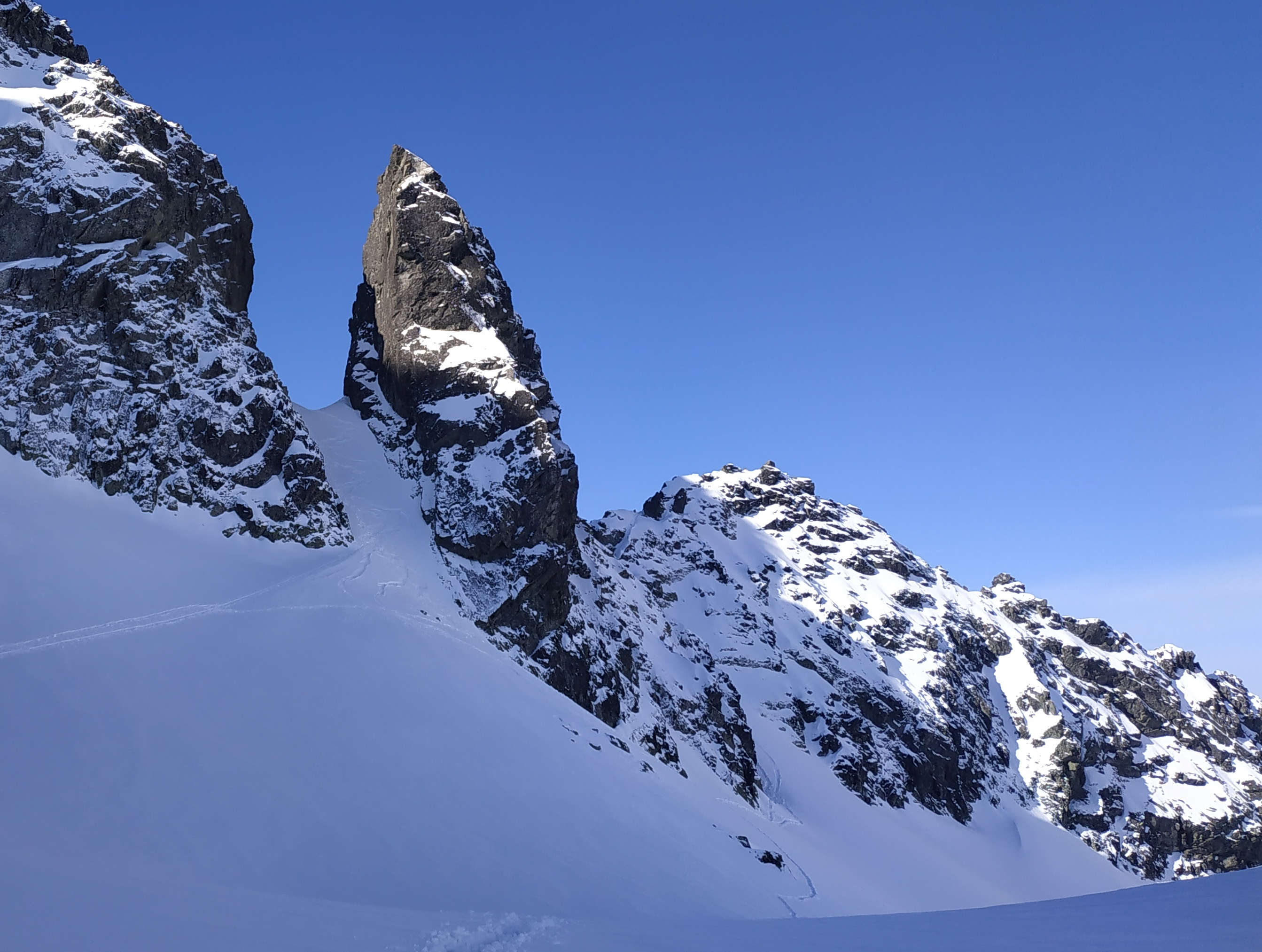
Čubrina, tmavý polský Mnich a Druhý Mnich.

## Výstupy
výběr
- 1904 J. Chmielowski a K. Bachleda západním hřebenem, II.
- 1918?, Lávkami v jižní stěně, I -II.
- 1934 R. Donath, K. Kurt, S. Motyka a Štefan Zamkovský, výšvihem, V A2 (jinak VI). Tento výšvih představuje jedno z lezecky nejtěžších míst v exaktním hlavním hřebeni Vysokých Tater, obvykle se obcházelo či slaňovalo.